# Helmut Blank
Helmut Blank (* 2. Dezember 1938) ist ein ehemaliger Fußballspieler aus der DDR.

## Sportlicher Werdegang
Der Verteidiger spielte von 1960 bis 1964 für die Reserve-Mannschaft der BSG Empor Rostock. In der Saison 1961/62 kam Blank zu seinen zwei einzigen Oberliga-Einsätzen in der ersten Mannschaft der Hanseaten. Nach seiner Zeit bei Empor spielte er in der Saison 1964/65 für die ASG Vorwärts Rostock in der DDR-Liga.